# Endiandra eusideroxylocarpa
Endiandra eusideroxylocarpa är en lagerväxtart som beskrevs av André Joseph Guillaume Henri Kostermans. Endiandra eusideroxylocarpa ingår i släktet Endiandra och familjen lagerväxter. Inga underarter finns listade i Catalogue of Life.